# Andreas Fragkos
Andreas Dimitris Fragkos (gr. Ανδρεας δημητρης Φραγκος; ur. 21 grudnia 1989 w Atenach) – grecki siatkarz, grający na pozycji przyjmującego. 

## Sukcesy klubowe
Superpuchar Grecji:
- 2010, 2021, 2022

Puchar Grecji:
- 2011, 2017

Liga grecka:
- 2011, 2025[4]
- 2017, 2024[5]
- 2022[6], 2023[7]

Puchar CEV:
- 2013

Puchar Challenge:
- 2014

Puchar Ligi Greckiej:
- 2017, 2023[8], 2024[9]

Liga południowokoreańska:
- 2018

Superpuchar Belgii:
- 2019

Puchar Belgii:
- 2020, 2021

Liga belgijska:
- 2021